# Chemitokvadzhe
Chemitokvadzhe (del ruso: Чемитоква́дже) es un microdistrito perteneciente al distrito de Lázarevskoye de la unidad municipal de la ciudad-balneario de Sochi del krai de Krasnodar del sur de Rusia.
Está situado en la región noroeste del distrito, al sureste de Lázarevskoye, en la desembocadura del río Chemitokvadzhe o Chimit en la orilla nororiental del mar Negro.

## Historia
Su nombre significa en idioma adigué aul de los Chermitovi. Anteriormente a la guerra ruso-circasiana (1817-1864), estas tierras pertenecían a la familia principesca circasiana Tsumyt.

## Economía y transporte
El principal motor de la economía local es el turismo, por su pequeña playa de gravilla. Las principales opciones de alojamiento son en casas de particulares y un sanatorio marítimo.
En el litoral del microdistrito se halla una estación de ferrocarril, construida en 1929, de la línea Tuapsé-Sujumi de la red del ferrocarril del Cáucaso Norte. La carretera federal M27 atraviesa la localidad salvando el valle del río Chemitokvadzhe con un puente de 80 m de altura.